# Ex-Lady
Pour plus de détails, voir Fiche technique et Distribution.

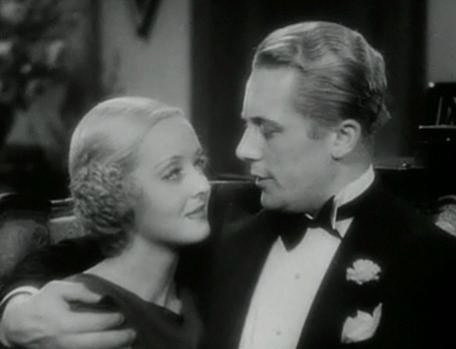
Bette Davis et Gene Raymond

Ex-Lady est un film américain réalisé par Robert Florey, sorti en 1933.

## Synopsis
Helen est une jeune artiste indépendante. Don, son prétendant et publicitaire souhaite l'épouser. Elle finit par lui dire oui tout en sachant que le mariage est une mauvaise idée.
À partir de leur mariage qui évolue cahin-caha, Helen réussit sa carrière, Don rencontre des difficultés, ils vont jouer à se tromper sur leurs sentiments profonds, à reprendre leur indépendance, à redevenir des amants libres de leurs faits et gestes, à frôler l'adultère tout en étant jaloux, à s'en repentir pour finalement redevenir pleinement mari et femme.

## Fiche technique
- Titre original : Ex-Lady
- Réalisation : Robert Florey
- Scénario : David Boehm d'après une histoire de Edith Fitzgerald et Robert Riskin
- Dialogues : Stanley Logan
- Production : Lucien Hubbard (producteur superviseur), Darryl F. Zanuck (non crédités)
- Société de production : The Vitaphone Corporation et Warner Bros. Pictures
- Département Musique : Leo F. Forbstein
- Photographie : Tony Gaudio
- Montage : Harold McLernon
- Direction artistique : Jack Okey
- Costumes : Orry-Kelly (robes)
- Directeur artistique : Jack Okey
- Société de distribution : Warner Bros. Pictures
- Langue de tournage : Anglais
- Pays d'origine :  États-Unis
- Format : Noir et blanc - Son : Mono
- Genre : Comédie dramatique
- Durée : 67 minutes
- Date de sortie : 
  - États-Unis : 14 mai 1933 première
  - États-Unis : 15 mai 1933

## Distribution
- Bette Davis : Helen Bauer
- Gene Raymond : Don Peterson
- Frank McHugh : Hugo Van Hugh
- Monroe Owsley : Nick Malvyn
- Claire Dodd : Iris Van Hugh
- Kay Strozzi : Peggy Smith
- Ferdinand Gottschalk : Herbert Smith
- Alphonse Ethier : Adolphe Bauer
- Bodil Rosing : La mère d'Helen
- Armand Kaliz (non crédité) : L'homme flirtant avec Iris

## Galerie

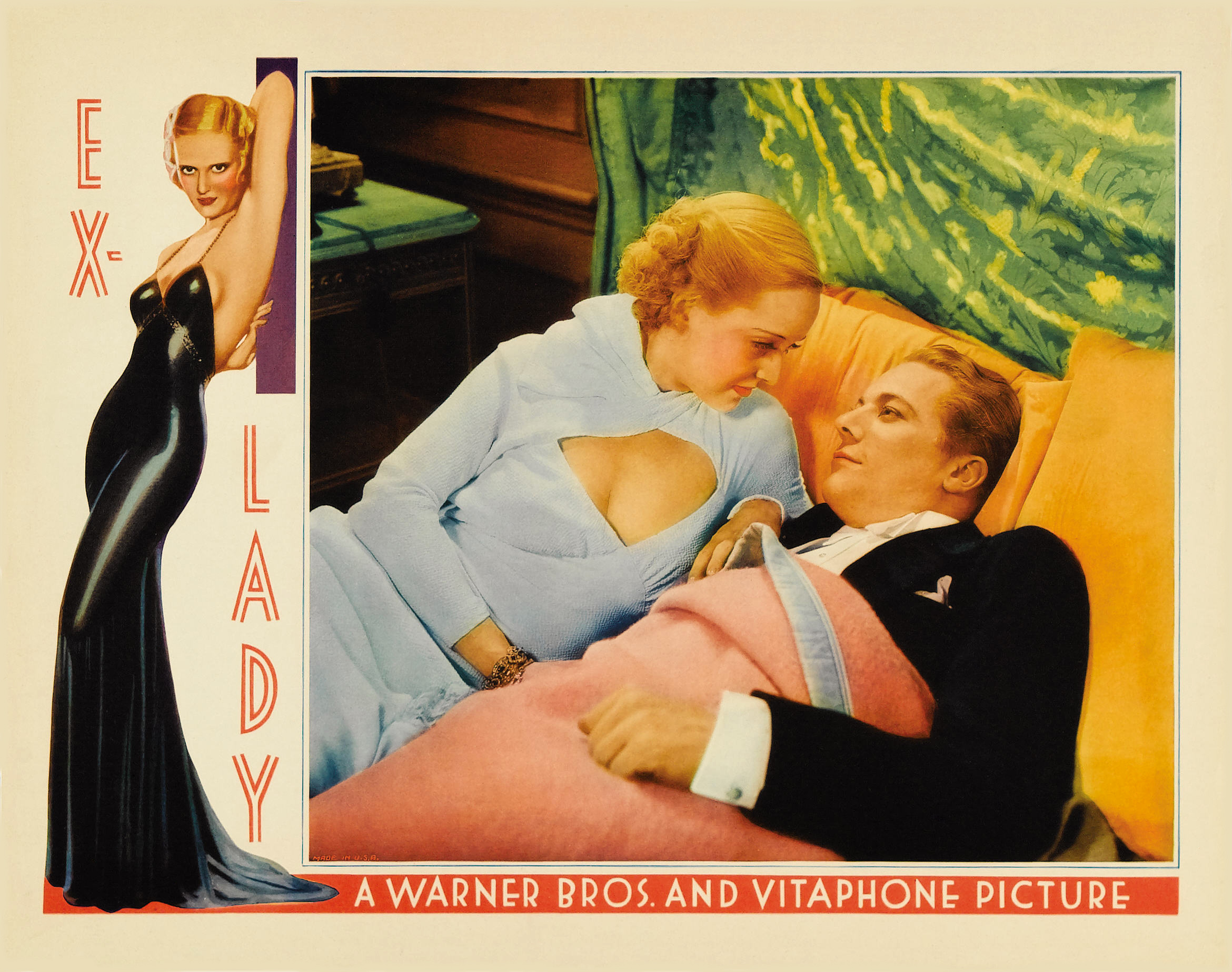
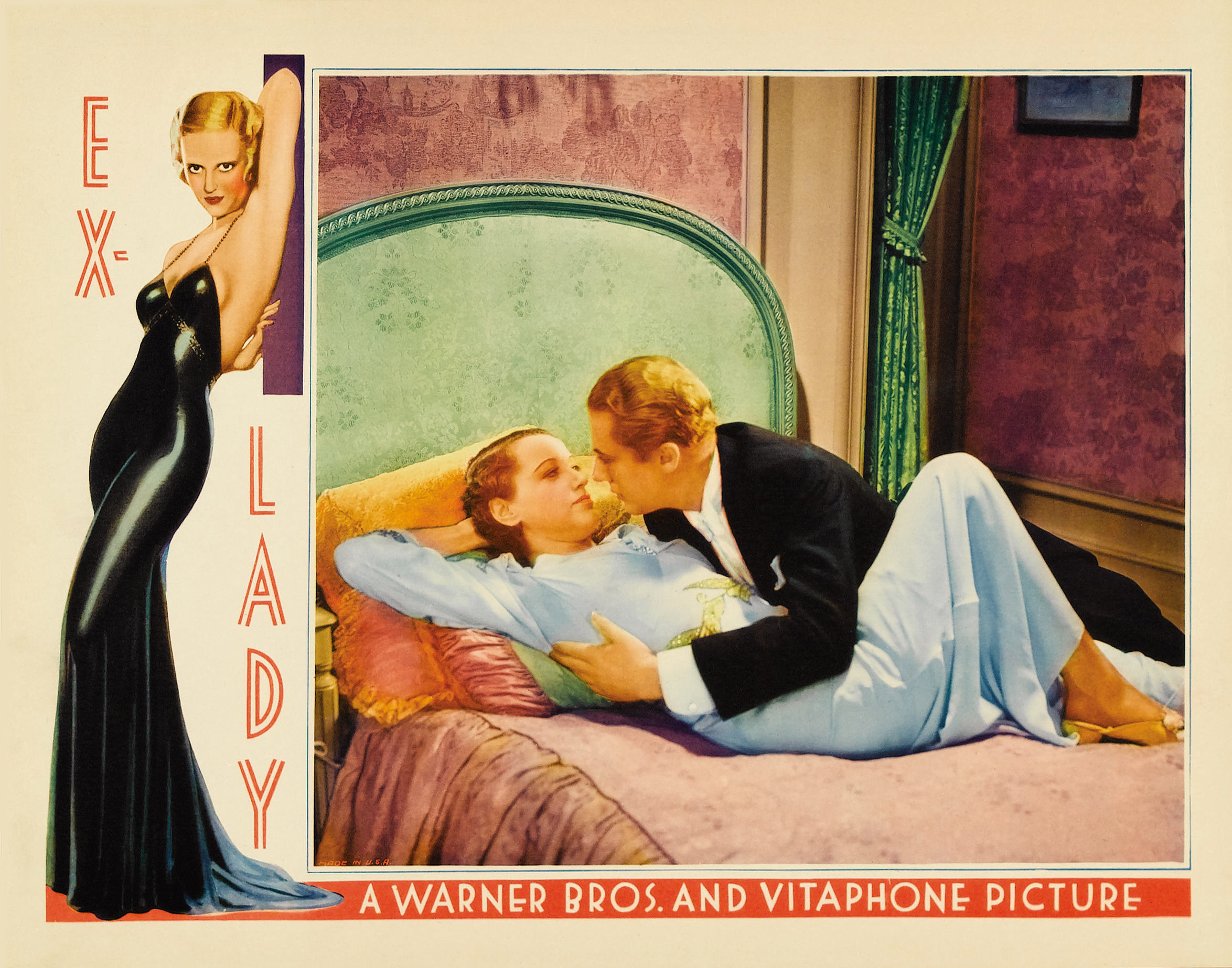
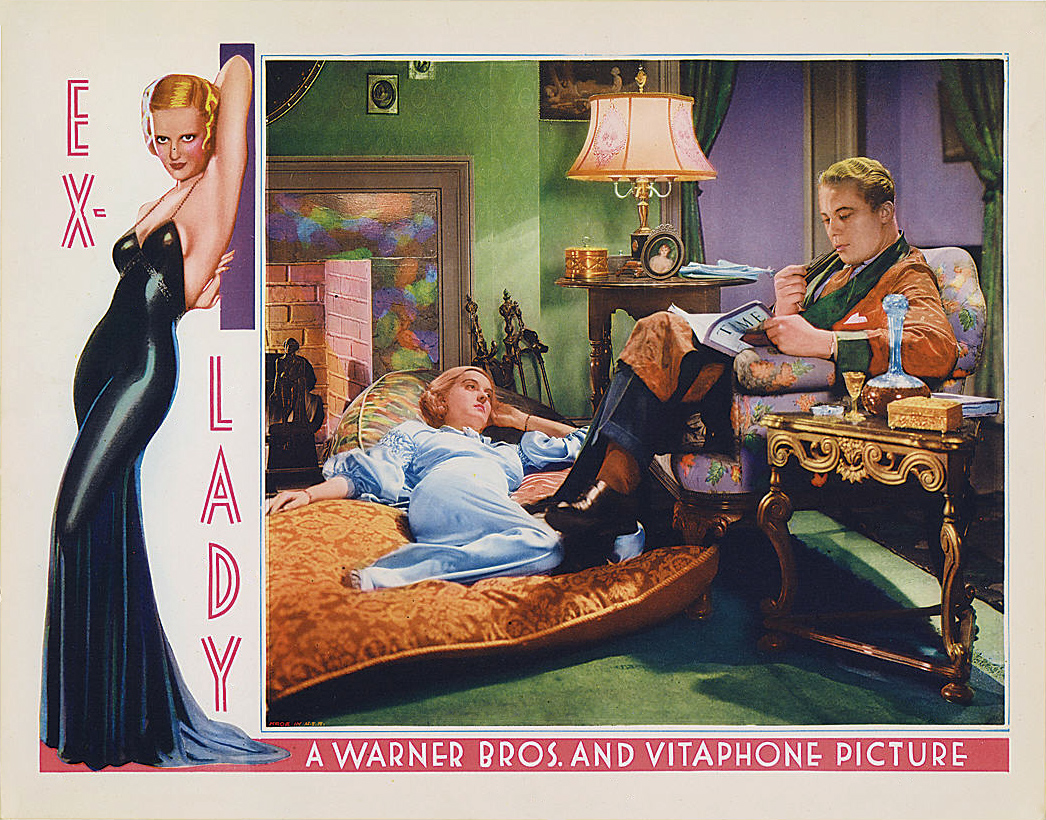
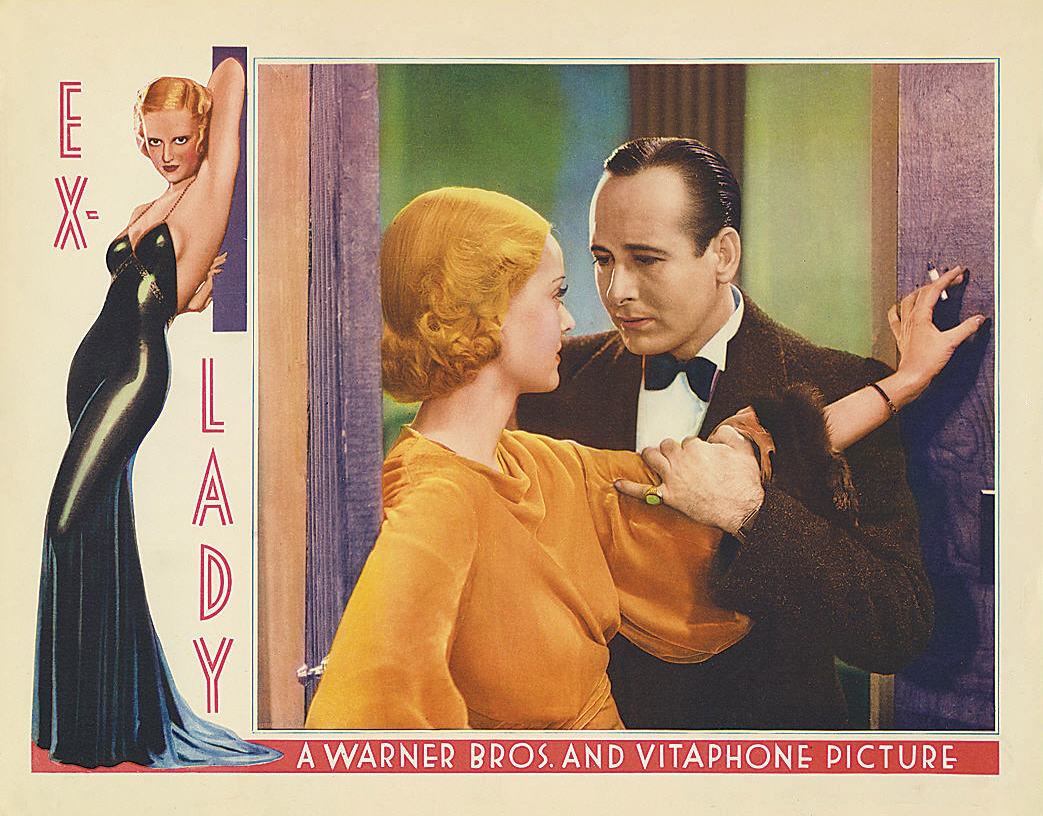
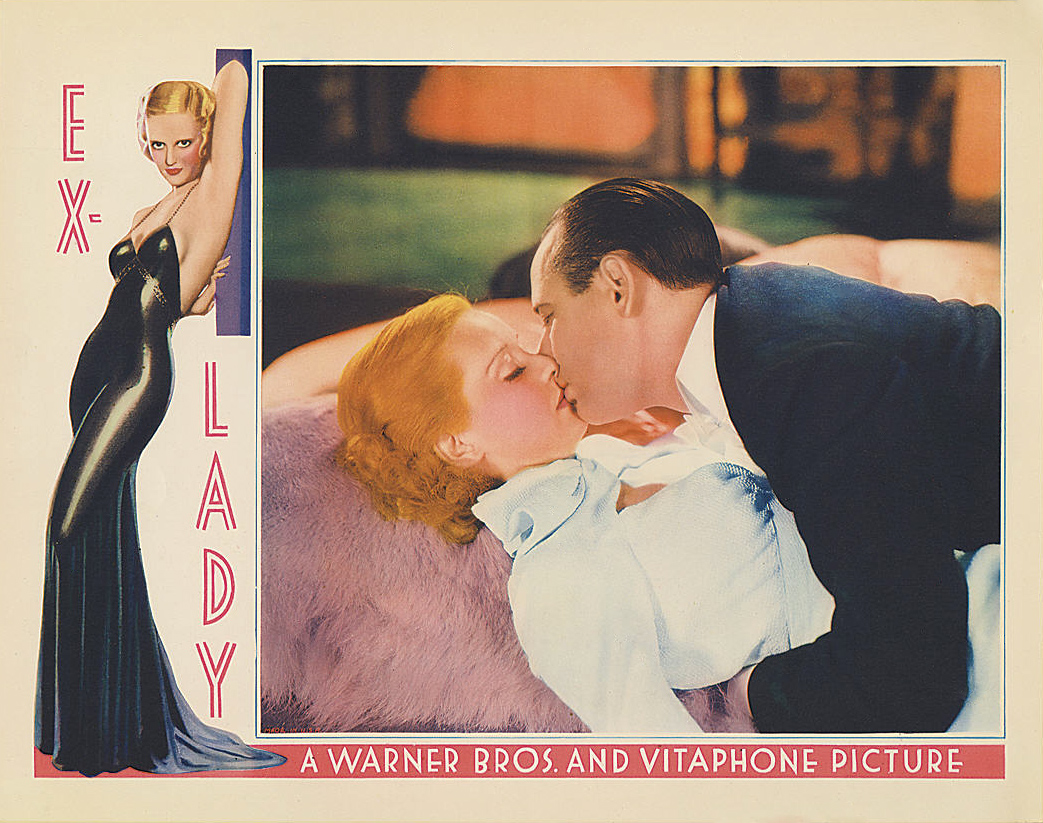